# Heinrich Reinle
Heinrich Reinle (* 1. November 1892 in Offenburg; † 9. April 1945 in Sinsheim) war ein deutscher Jurist und zur Zeit des Nationalsozialismus Präsident des Oberlandesgerichts Karlsruhe.

## Leben
Heinrich Reinle war der Sohn des Lokomotivführers Jakob Reinle (1860–1921) und dessen Ehefrau Marie, geborene Ritter (1866–1932). Seine Schulausbildung schloss er 1911 am Gymnasium Offenburg mit der Reifeprüfung ab. Er absolvierte von 1911 bis 1915 ein Studium der Rechtswissenschaft an den Universitäten München, Genf, Berlin, Freiburg und Heidelberg, das er 1915 mit der ersten juristischen Staatsprüfung beendete. Danach meldete er sich während des Ersten Weltkrieges als Kriegsfreiwilliger, kam aber bis zu seiner Entlassung aus der Armee als „nur garnisonsdienstfähig“ Anfang 1916 nicht zum Kriegseinsatz. Danach absolvierte er sein Rechtsreferendariat und legte 1920 die zweite juristische Staatsprüfung ab. Seit 1921 war er mit Elisabeth Berta, geborene Frey (1898–1975) verheiratet; das Paar bekam drei Kinder.
Eingetreten in den badischen Justizdienst, war er ab 1921 zunächst Staatsanwalt in Mannheim. Ab 1927 war er Richter am Amtsgericht Philippsburg und wurde von dort zwischenzeitlich als Hilfsrichter an das Oberlandesgericht Karlsruhe abgeordnet. Ab 1931 war er Richter am Amtsgericht Wiesloch.
Er war 1918 Mitglied der Deutschen Vaterlandspartei und gehörte von 1921 bis 1923 dem Deutschvölkischen Schutz- und Trutzbund an, bei dem er leitend im Vorstand wirkte. Zum 1. März 1932 trat er der NSDAP bei (Mitgliedsnummer 966.919), für die er auf kommunaler Ebene Funktionen als Kreisrechtsamtsleiter, Kreisschulungsleiter und Ortsgruppenleiter in Wiesloch bekleidete. Infolge seines Engagements für die Partei wurde Reinle von seinem Vorgesetzten verwarnt. Nach der Machtergreifung der Nationalsozialisten fungierte er ab 1933 im NS-Rechtswahrerbund als Gauführer und Gauorganisationsleiter. Des Weiteren trat er 1934 dem Reichsluftschutzbund und der NSV bei und war Mitglied der NS-Kriegsopferversorgung.
Zu Beginn der Zeit des Nationalsozialismus trat Reinle im März 1933 in den Dienst des badischen Justizministeriums und wurde bereits im Monat darauf zum Oberregierungsrat und Anfang November 1933 zum Ministerialrat befördert. Ab 1935 übernahm er geschäftsführend die Aufgaben des Ministerialdirektors. Im Frühjahr 1935 wurde er am Oberlandesgericht Karlsruhe Senatspräsident und stellvertretender Gerichtspräsident. Ihm obliegende Personalien entschied er ganz im nationalsozialistischen Sinne, da er Parteimitglieder protegierte und bei der Entlassung jüdischer Juristen mitwirkte. Aufgrund seiner nationalsozialistischen Gesinnung und seines parteipolitischen Engagements wurde er Anfang Juni 1937 zum Präsidenten des Oberlandesgerichts Karlsruhe berufen; auch diese Funktion führte er im Sinne der NS-Machthaber aus. Während des Zweiten Weltkrieges wurde Reinle durch Gauleiter Robert Wagner mit der Geschäftsführung der Justizverwaltung im deutsch besetzten Elsass betraut.
Reinle nahm an der Tagung der höchsten Juristen des Deutschen Reiches am 23. und 24. April 1941 in Berlin teil, bei der Viktor Brack und Werner Heyde die Anwesenden über die Ermordung kranker und behinderter Menschen in den Gaskammern der Aktion T4 informierten und in diesem Rahmen auch Kenntnis über die „Scheinlegalisierung des Krankenmords“ durch Franz Schlegelberger erhielten. Nach der kriegsbedingten Verlegung von Abteilungen des Oberlandesgerichts Karlsruhe nach Sinsheim im Dezember 1944 beging Reinle dort beim Einmarsch der US-Armee am 9. April 1945 Suizid durch Erschießen.
Nach Kriegsende wurde er posthum infolge eines Spruchkammerverfahrens als Mitläufer entnazifiziert, was den Hinterbliebenen Versorgungsbezüge einbrachte.